# Hvem er Gentlemantyven?
Hvem er Gentlemantyven? er en dansk stumfilm fra 1915, der er instrueret af Holger-Madsen efter manuskript af Sven Elvestad.

## Handling
Denne artikel mangler et handlingsreferat. Hjælp os med at skrive det.

## Medvirkende
- Carl Lauritzen - Rentier Goldmann
- Else Frölich - Ebba, Goldmanns hustru
- Robert Schmidt - Baron von Stahl